# 1071
Năm 1071 trong lịch Julius.